# Monimiaceae
Monimiaceae Juss. è una famiglia di angiosperme dell'ordine Laurales.

## Tassonomia
La famiglia comprende i seguenti generi:
- Austromatthaea L.B.Sm.
- Carnegieodoxa Perkins
- Decarydendron Danguy
- Ephippiandra Decne.
- Grazielanthus Peixoto & Per.-Moura
- Hedycarya J.R.Forst. & G.Forst.
- Hemmantia Whiffin
- Hennecartia J.Poiss.
- Hortonia Wight ex Arn.
- Kairoa Philipson
- Kibara Endl.
- Kibaropsis Vieill. ex Jérémie
- Laureliopsis Schodde
- Lauterbachia Perkins
- Levieria Becc.
- Macropeplus Perkins
- Macrotorus Perkins
- Matthaea Blume
- Mollinedia Ruiz & Pav.
- Monimia Thouars
- Palmeria F.Muell.
- Parakibara Philipson
- Pendressia Whiffin
- Peumus Molina
- Steganthera Perkins
- Tambourissa Sonn.
- Wilkiea F.Muell.
- Xymalos Baill.